# Église Saint-Clément de Metz
Pour les articles homonymes, voir église Saint-Clément.
L’église Saint-Clément est l'ancienne abbatiale bénédictine de l’abbaye Saint-Clément de Metz, dans le quartier du Pontiffroy. Cette église-halle dédiée à saint Clément, le premier évêque de la ville au IIIe siècle, présente une synthèse rare de styles baroque et gothique.

## Historique
L'abbaye Saint-Clément est installée à l'intérieur de la ville de Metz depuis 1565, après la destruction du monastère originel du Sablon en 1552. Dès 1669 des travaux de reconstruction sont entrepris et l'abbaye est totalement reconstruite selon un style principalement baroque italianisant.
L'église en totalité est classée au titre des monuments historiques par l'arrêté du 2 novembre 1972 portant sur l'ensemble de l'abbaye Saint-Clément.

## Construction et aménagements

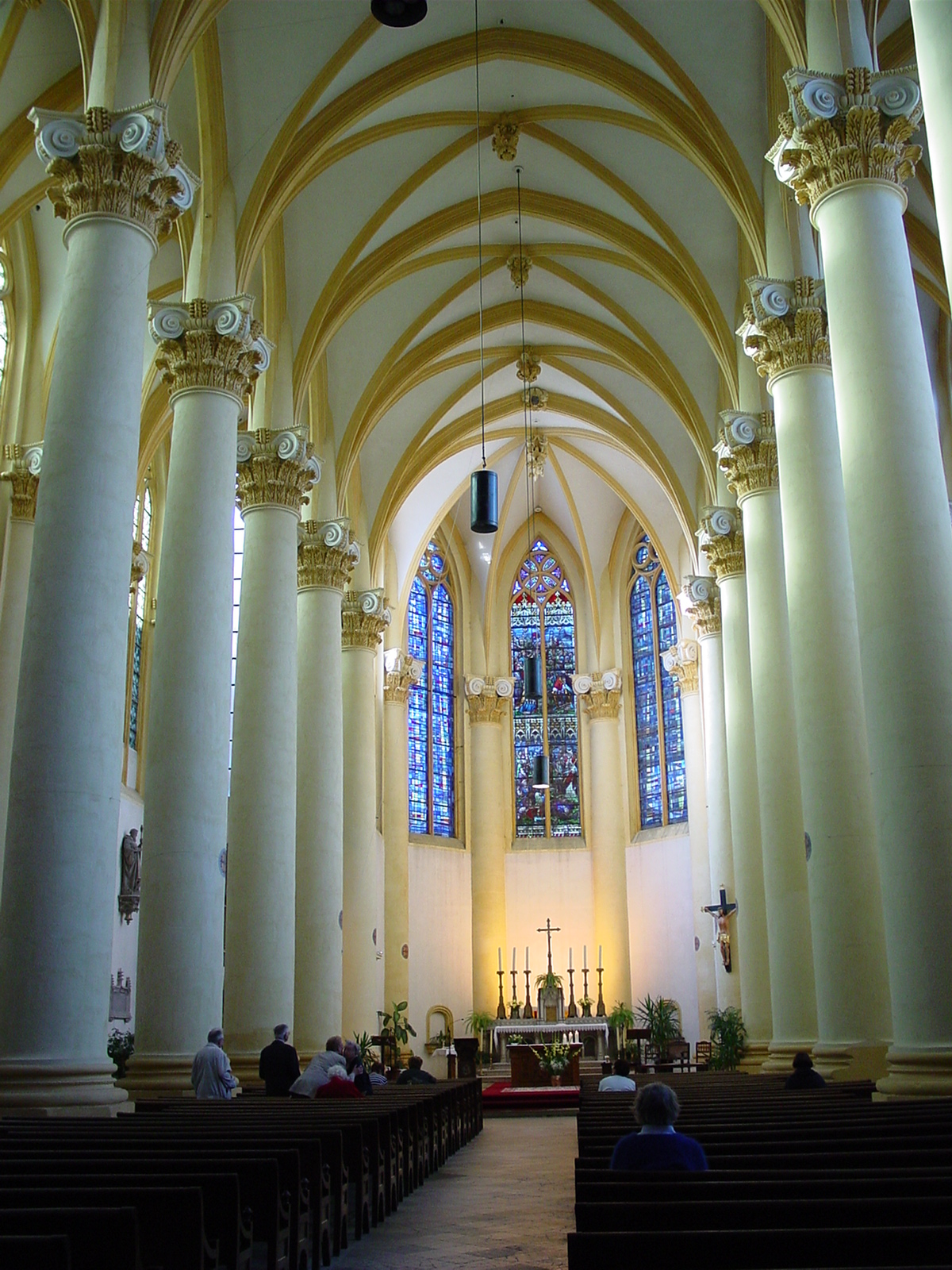
Église Saint-Clément de Metz, nef et chœur.

La construction de l’église commence en 1680 et ne sera réellement achevée qu’en 1737. C’est l’architecte italien Jean Spinga ou Giovanni Spinga (1641-1724), né dans le diocèse de Novare, qui est chargé de la construction de l’église. Il ne fera pourtant pas la façade, plus tardive.
Les travaux d'édification de l'abbaye commencent en 1683. Les travaux, qui commencent par le chœur durent cinq ans avant de s'arrêter. Une date, 1684, est gravée au bas de la deuxième colonne à gauche. Une autre date, 1685, est gravée au sommet de l’arc boutant de la deuxième travée de la nef. Le chantier se poursuit pendant treize ans pour le seul gros-œuvre. En 1693, on peut mettre les stalles dans le chœur. À cette date les quatre premières travées adjacentes de la nef sont voûtées tandis que les quatre travées « occidentales » ne sont élevées que jusqu'à la hauteur des fenêtres.
En 1716, sous l’impulsion des prieurs Irénée Lefevre et Charles Ledieu, l’évêque de Metz Henri-Charles de Coislin pose la première pierre de la façade. Mais les travaux s’arrêtent peu après, faute d’un budget suffisant. En 1729, un texte nous apprend qu’elle était élevée « jusqu’à la hauteur sous la corniche du premier ordre d’architecture ». La construction est édifiée sous la direction des architectes messins Louis et Barlet, qui ont aussi réalisé la façade de la basilique Saint-Vincent. La façade est achevée en 1737.
L’église, de type halle, présente une étonnante synthèse des styles gothique et baroque. L’intérieur comprend en effet des colonnes à chapiteaux composites, supportant trois vaisseaux d’égale hauteur, voûtés par des croisées d’ogives. La poussée des voûtes est reprise sur les façades latérales par de larges contreforts correspondant à chaque travée, à la manière de la structure externe à arcs-boutants des églises gothiques. Le chœur est flanqué de deux tours. Les voûtes élevées, à clefs pendantes, sont de pur style gothique, mais elle reposent sur des colonnes classiques à fût galbé. Les chapiteaux composites de ces colonnes présentent des feuilles d’acanthe et des crosses abbatiales sculptés. Les bas-côté sont de même hauteur que le vaisseau central, mais sont plus étroits. Il n’y a pas de transept en élévation bien que la dernière travée prolonge le chœur à cinq pans qui est très court. L’édifice est éclairé par de grandes fenêtres ogivales à trois baies et à meneaux simples, en harmonie avec les voûtes.

## Galerie de photos

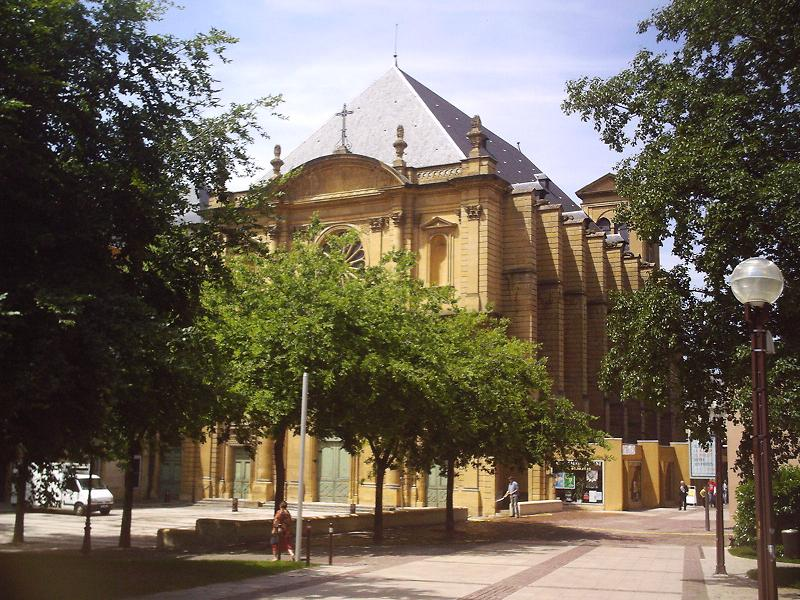
Vue de l’église avec les arbres de la place attenante.
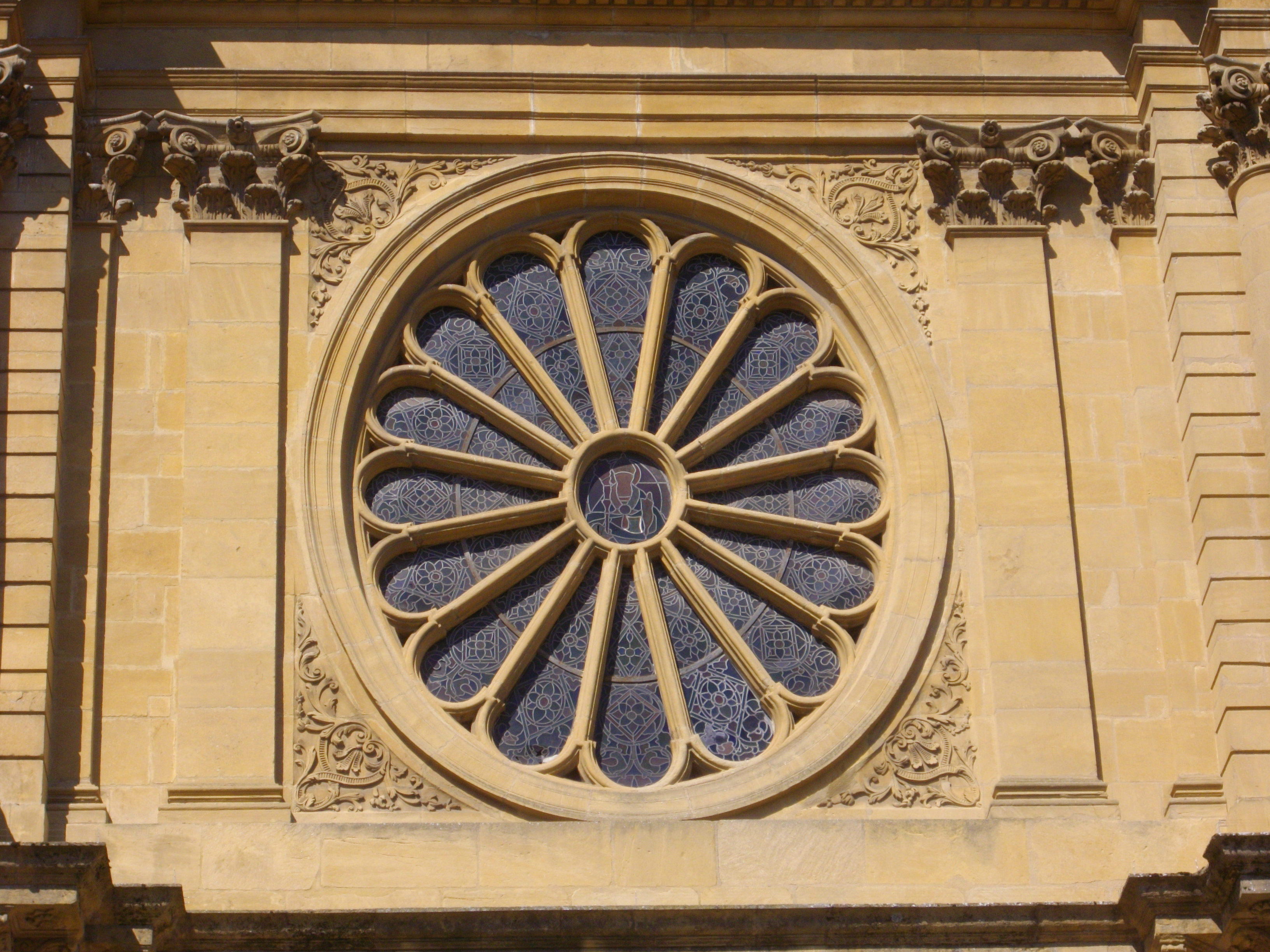
Rosace sur la façade de l'église.
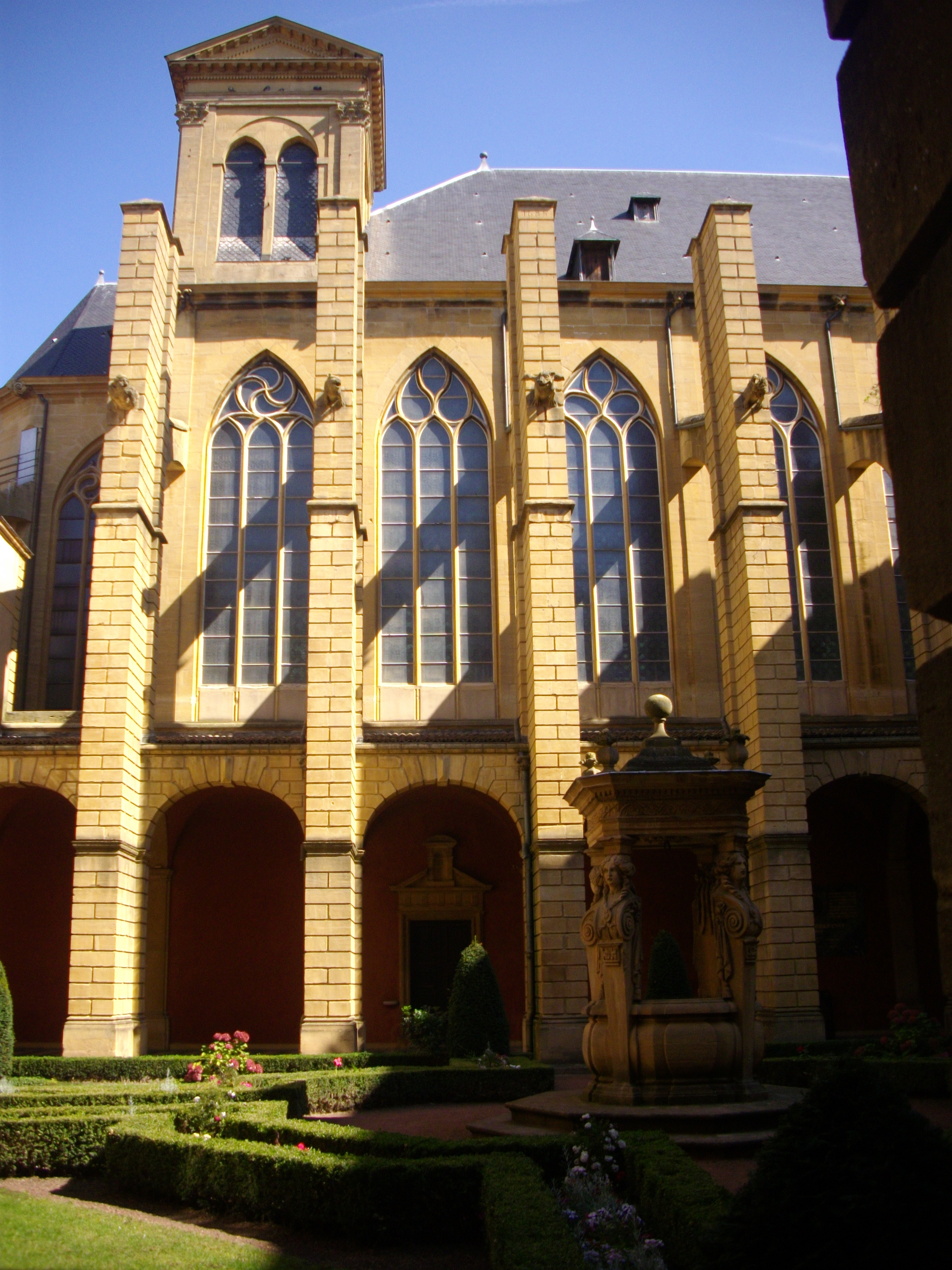
Contreforts de l'église vus du cloître.
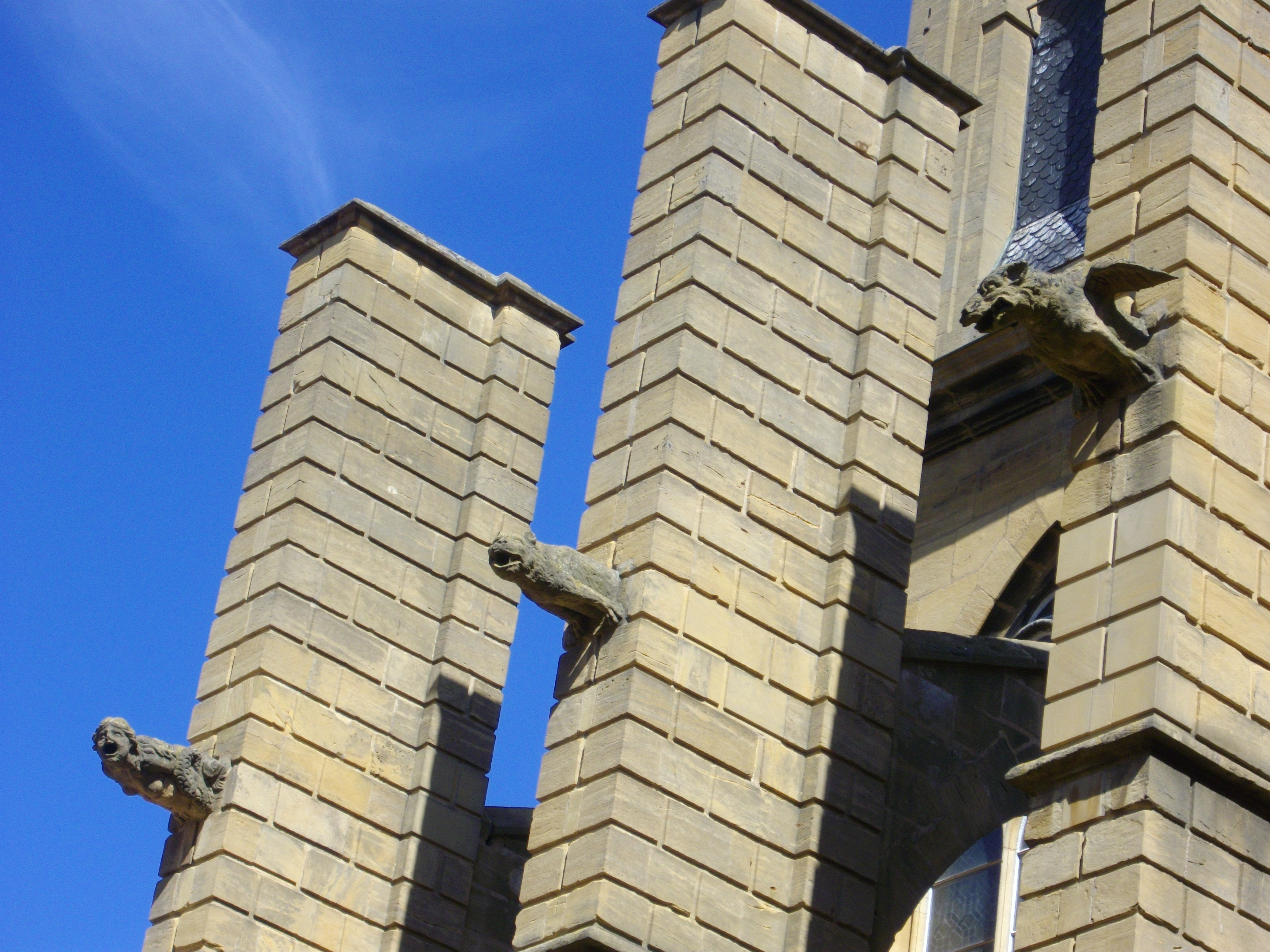
Gargouilles des contreforts de l'église, vues du cloître de l'abbaye.
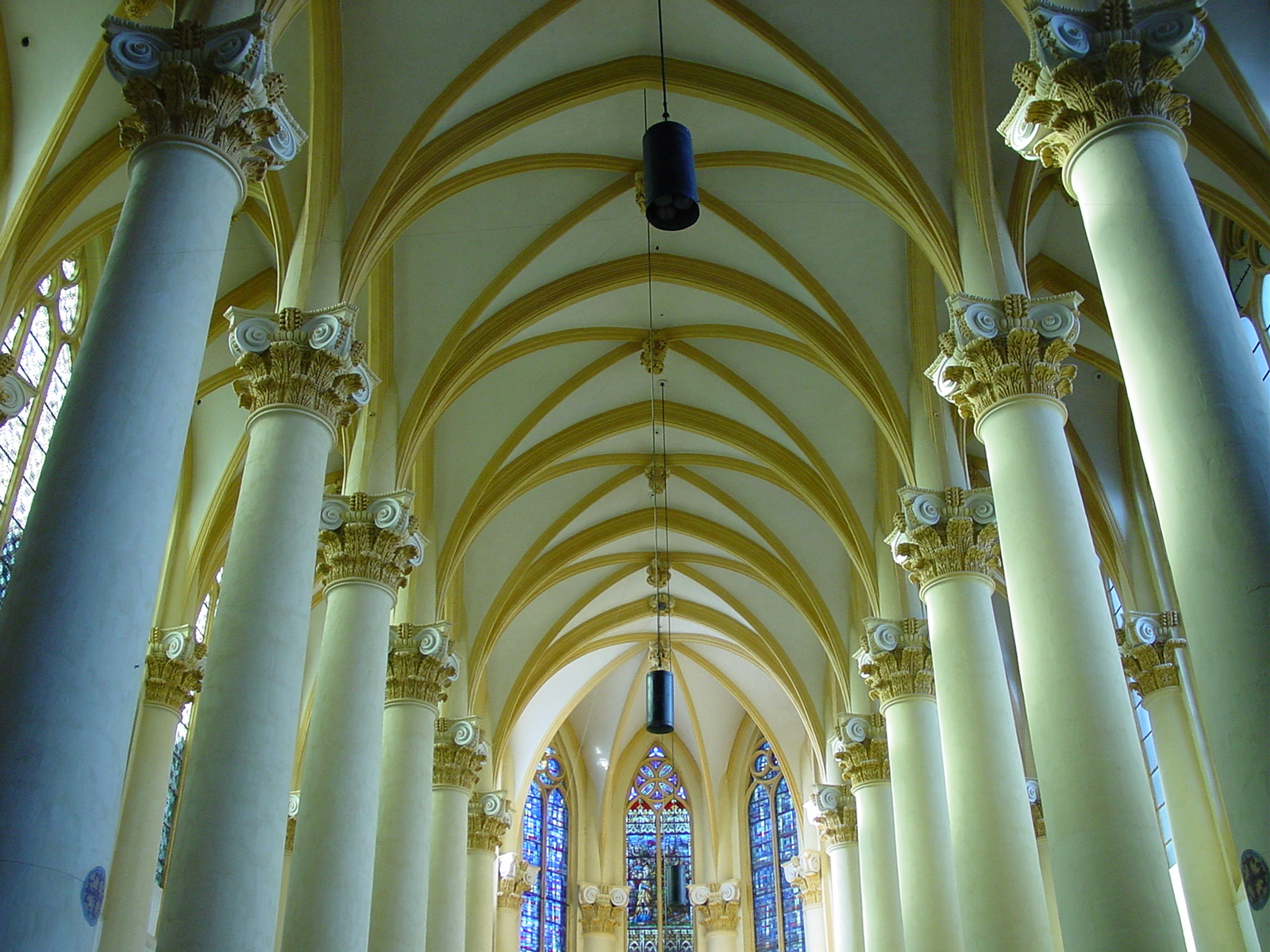
Église Saint-Clément de Metz, voûtes de la nef.
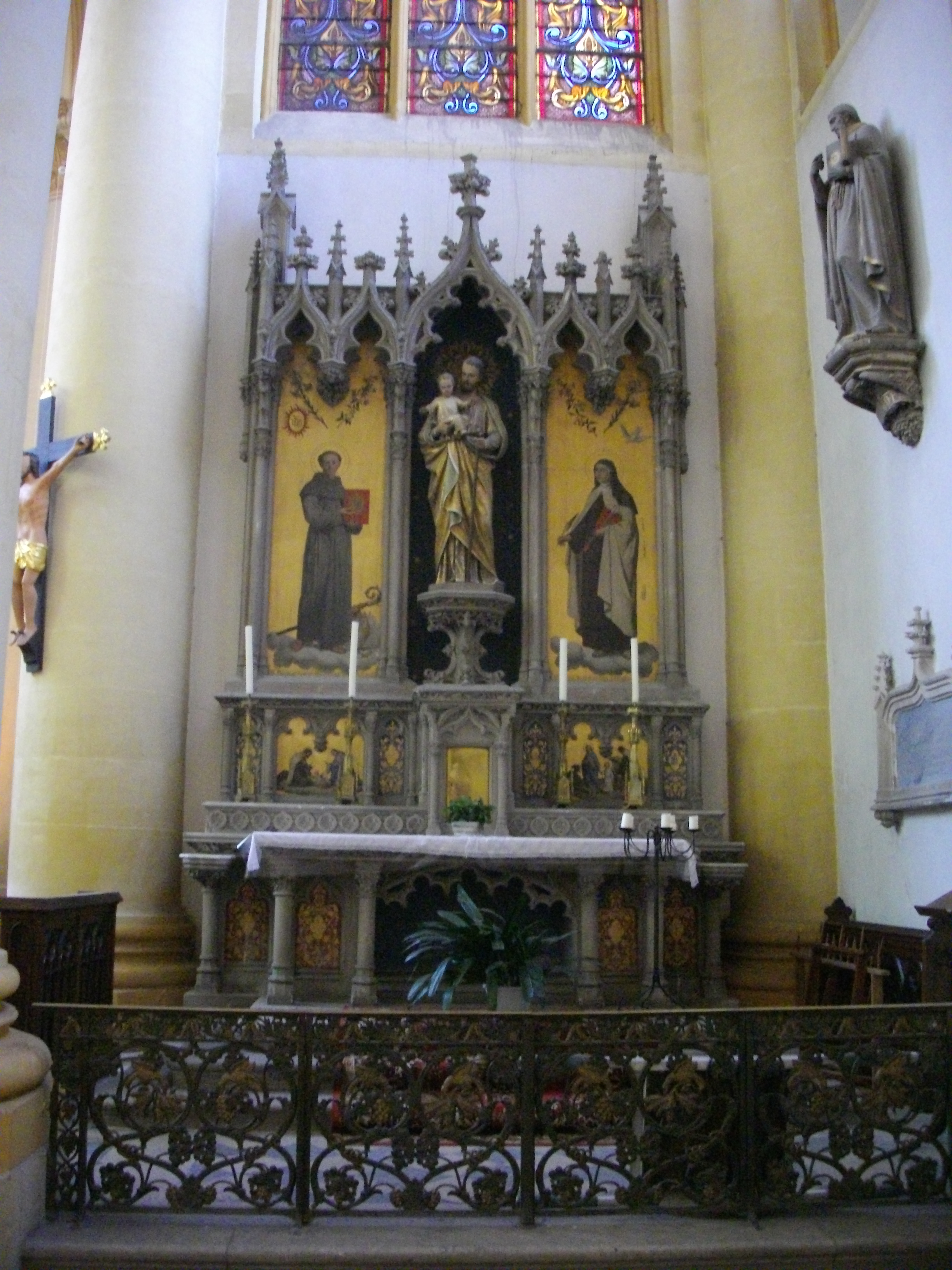
Autel latéral de l'église.
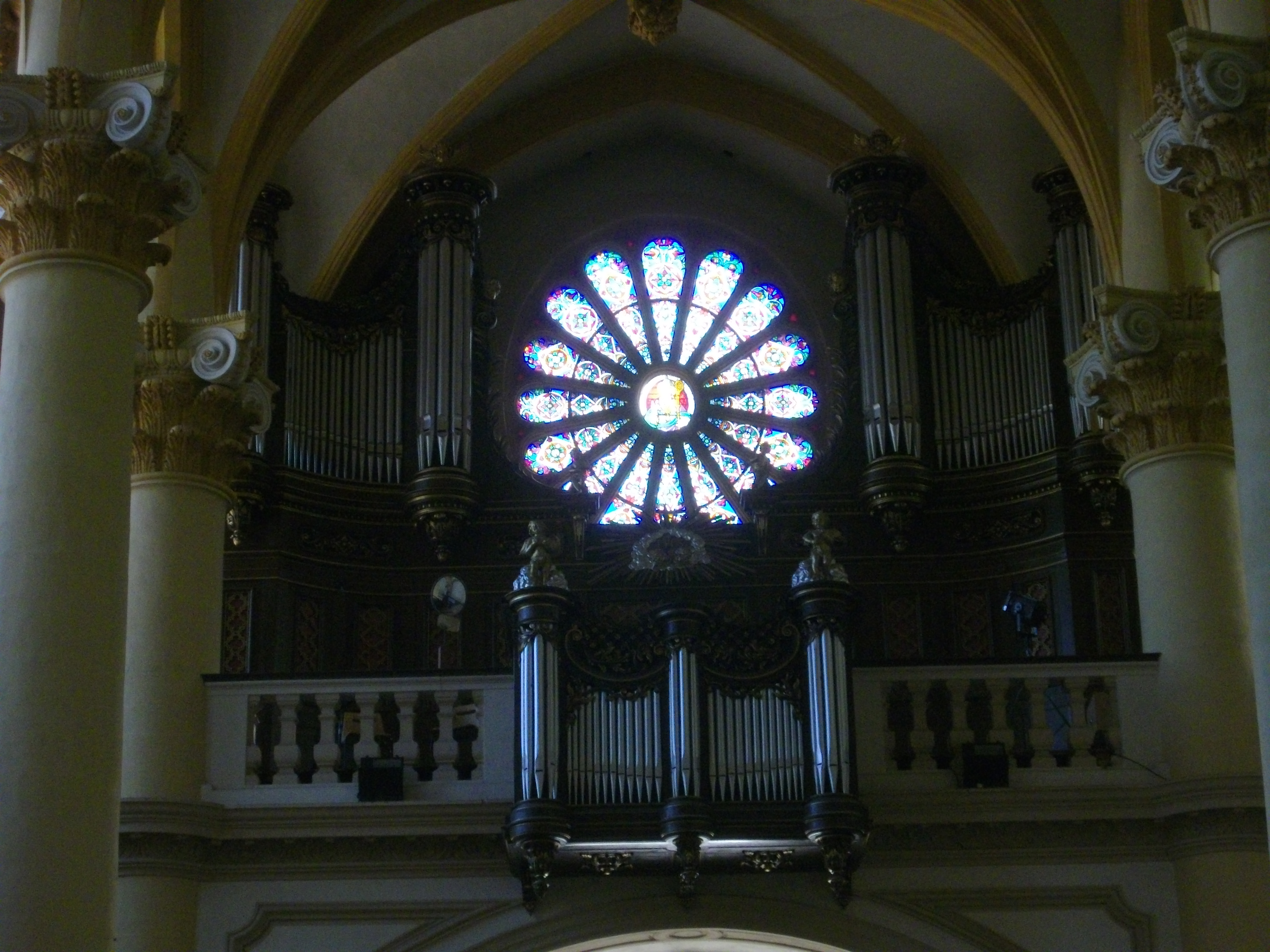
Orgue de l'église.